# Karl Troll

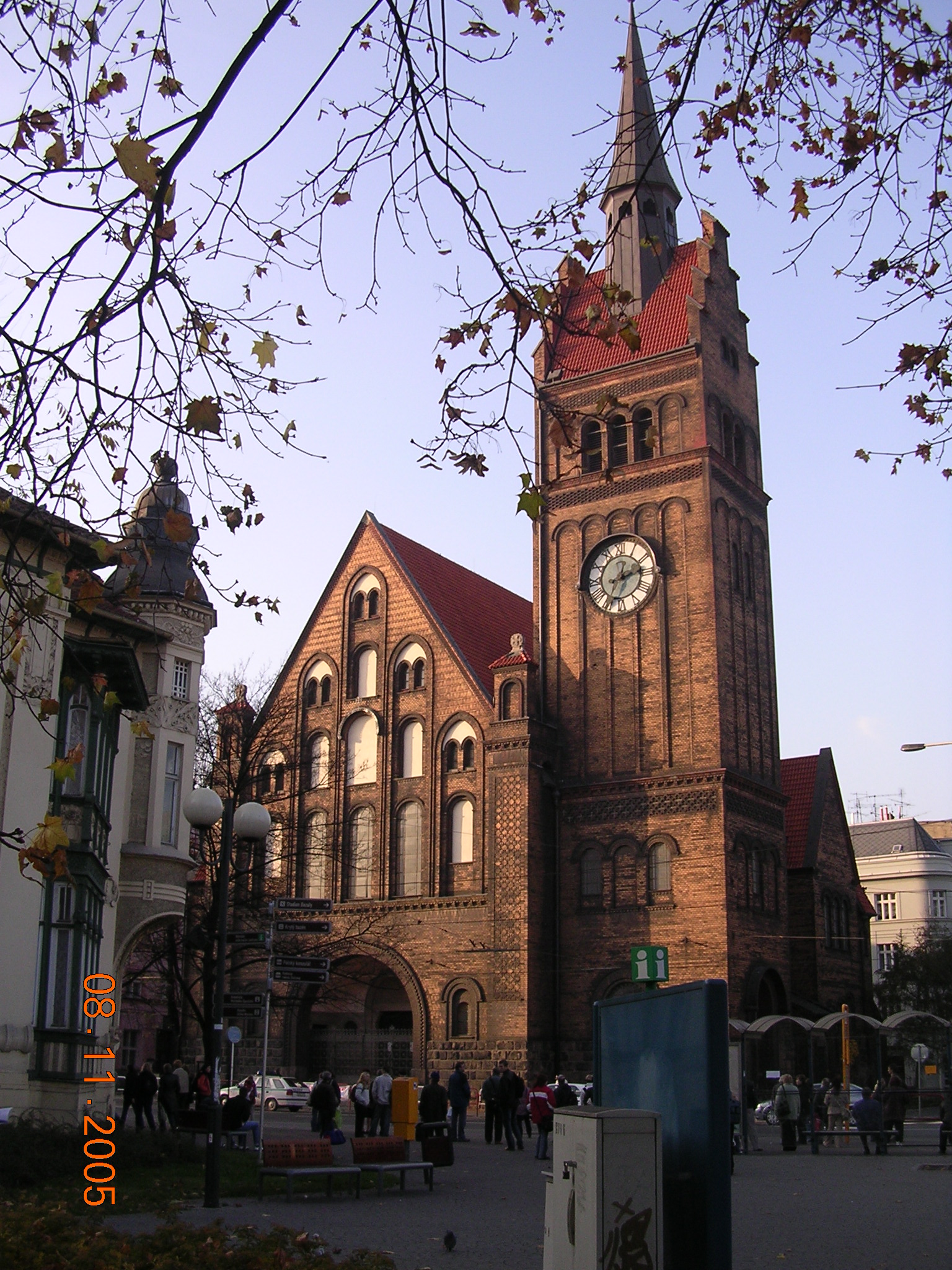
Kościół ewangelicki w Ostrawie

Karl Troll (ur. 1 listopada 1865 w Oberwölbling, zm. 30 grudnia 1954 w Wiedniu) – austriacki architekt.  Był twórcą między innymi kościoła ewangelickiego w Ostrawie.